# ماسكارادا (كرنفال سولي)
المسكارادا [mas̺ˈkaɾada] هي مجموعة من الرقصات التقليدية، وفقرات المسرح، والمواكب التجولية التي تقام سنوياً في قرى وبلدات مختلفة في منطقة الباسك في سول، فرنسا (زوبيروا بالباسك)، خلال فترة الكرنفال. يُشار عادة إليها في الجمع (مسكراداك) حيث يتم تكرارها في جميع أنحاء المنطقة في شوارع القرى (يوم واحد لكل قرية) على مدى شهرين تقريبًا في أواخر الشتاء إلى الربيع. يقوم سكان القرى (عادة الأصغر سناً) بأداء العروض، وتكون ترتيبات كل مسكرادا مسؤولية كل قرية مشاركة. في بعض الأحيان، عندما تكون القرى صغيرة جداً، قد تشترك في الترتيبات معًا.

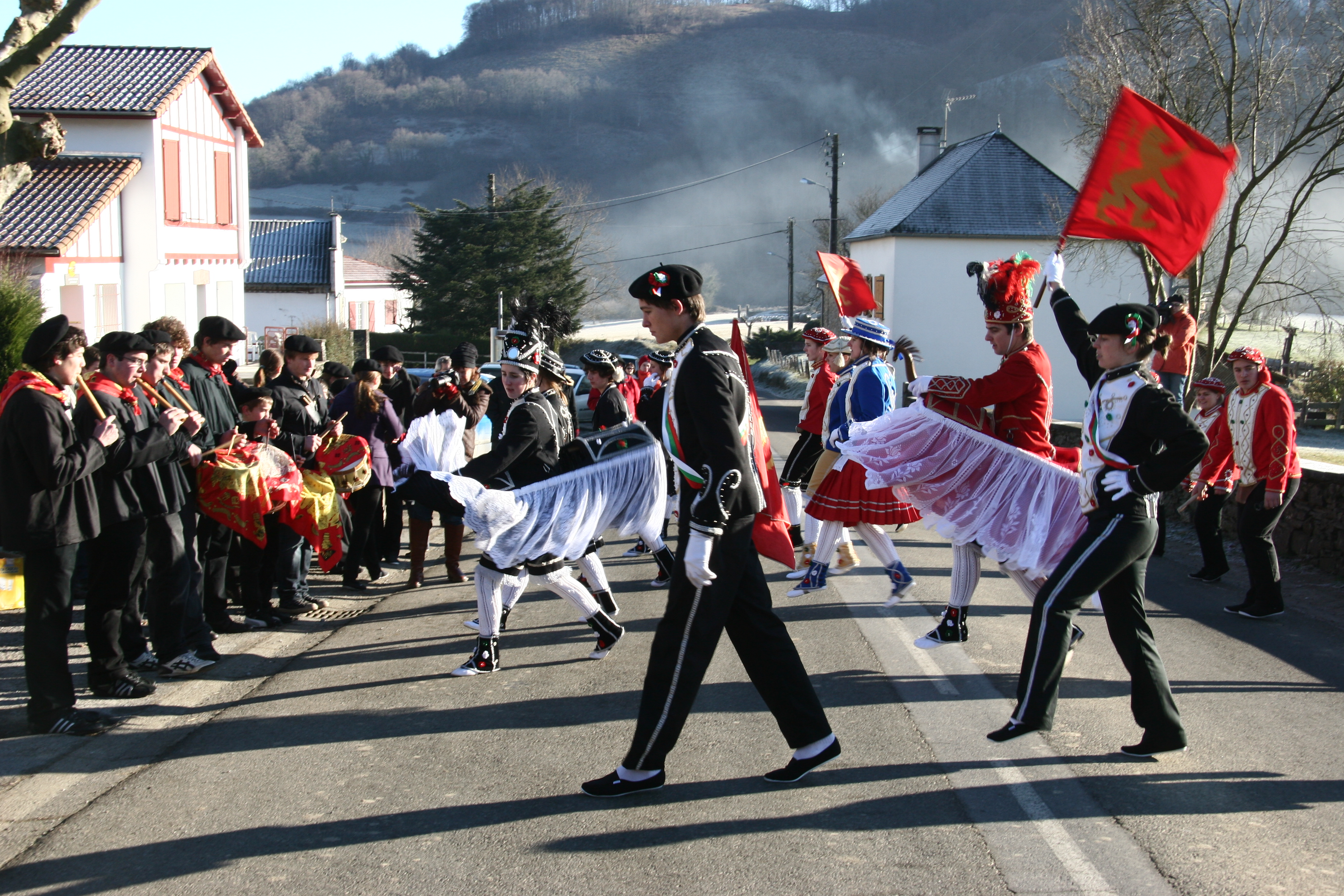
مسكرادا عام 2009 في باركوكسي.

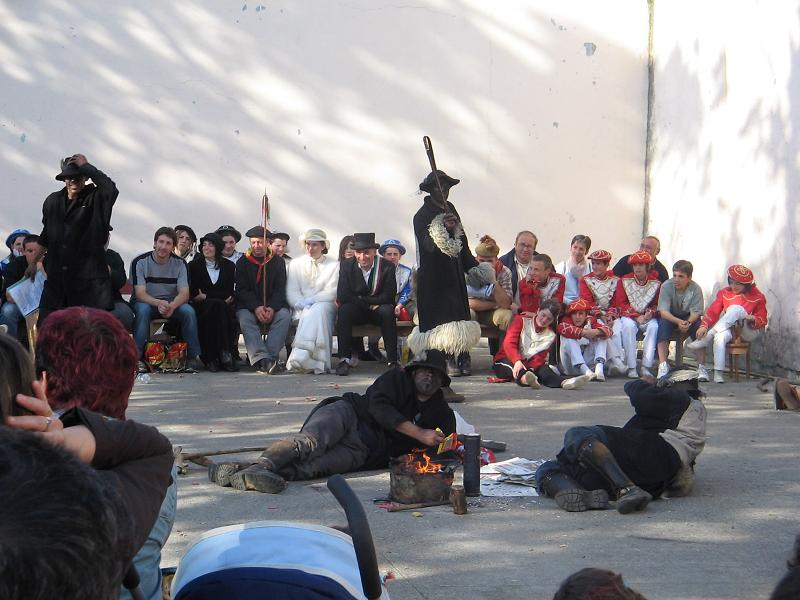
الممثلون في المسكرادا مستلقون بجوار موقد في إسكيولا.

على الرغم من تغيير الممثلين من عام إلى عام، يسود جو ودود من عدم الرسمية يتسم بالتواصل العميق. تتبع مسكرادا تغييرات على ثيمات تقليدية جداً تستخدم أطقمًا محترمة زمنية وشخصيات لا تتغير منذ فترة طويلة. موكب متنوع من الموسيقيين (لاعبو الطبل والتون-تون والشيرولا)، وراقصين تقليديين، وممثلين مختلفين، سكان القرية والزوار، يتجولون بسعادة على طول مسار يتجول في شوارع القرية.
في نقاط معينة من الموكب، تقام الباريكاداك، حيث يتوقف المسيرين أمام كشك يقيمه الأهالي، ويقدمون لهم رقصة، وفي بعض الأحيان حتى أغنية، وذلك مقابل وجبات خفيفة (بسكويت، رقائق، وما شابه)، ومشروبات (نبيذ ومشروبات كحولية)، والتي يتم مشاركتها مع المتفرجين. يُكرر العملية مراراً وتكراراً، ربما تستمر طوال اليوم، من الصباح الباكر حتى بعد الظهر (مع وجبة غداء شهيرة في منتصف اليوم)، حتى نهاية العرض الأخير في نهاية المسيرة - وعادة ميدان السوق في القرية أو ملعب كرة الباسك.
تمثل المسكرادا مثالاً حقيقيًا على المسرح التقليدي الشعبي للكرنفال الذي يكافح من أجل البقاء، وهي متناغمة مع إحياء متواضع للغة الباسك. إنها مرتبطة بالرعوية في العديد من الجوانب، مثل الشخصيات الثابتة المتكررة، والتمييز الملحوظ في المجموعة (على سبيل المثال، يرمز اللون الأحمر إلى الخير، بينما يمثل اللون الأسود الشر)، أو التنظيم الصارم والتطور. اللغة المستخدمة من قبل الممثلين تظل ثنائية اللغة، الباسك الزوبيروا، في معظم الأحيان، والبيرنيه، على الرغم من بعض الصعوبات في تحويل إحدى اللغتين إلى الأجيال الجديدة.

## روابط خارجية
- Comprehensive explanation of the souletin mascarade, by the Basque Cultural Institute
- Maskaradak in Auñamendi Entziklopedia. Article in